# فيزنبرغ (مكلنبورغ)
فيزنبرغ مكلنبورغ (بالألمانية: Wesenberg, Mecklenburg-Vorpommern) هي بلدة ألمانية تقع في مكلنبورغ فوربومرن في ألمانيا. يقدر عدد سكانها بـ 3,249 نسمة .

## المدن التوأمة
مدينة كواكنبورك هي مدينة توأمة لفيزنبرغ .